# 全体学生合作运动
全体学生合作运动（希臘語：Πανσπουδαστική Κίνηση Συνεργασίας，羅馬化：Panspoudastiki Kinisi Synergasias，缩写为，PKS）是希腊共产主义青年（希腊共产党的青年翼）在希腊各大学中的主要组织。该组织成立于1974年，那时希腊刚恢复民主制度不久。2009年11月，全体学生合作运动建立“学生斗争阵线”；此后，它通过“学生斗争阵线”组织游行示威活动，自己则专注于学生选举活动。2022年—2025年，在每年举行的学生选举中，该组织均获得最多的选票（得票率为31%—35%），成为希腊各大学和专科学校中的最大的学生政治组织。